# スンニュン
スンニュン（朝鮮語: 숭늉）は、炊かれて焦げた米から作られる伝統的な朝鮮の焙煎穀物飲料である。

## 製造工程
この飲み物は、通常お焦げ（朝: 누룽지：ヌルンジ）から作られる。ご飯を炊いた後の釜の底に米が茶色く焦げついて形成されたお焦げの層に水を注ぎ、焦げた米の風味が水に十分移るまで中身をコトコト煮立てる。

## 歴史
スンニュンがいつどこで誕生したのかは不明だが、朝鮮王朝時代後期の文献『林園経済志』にスンニュンが「熟水」という表現で記録され、12世紀の中国宋代の『鶏林類事』に「熟水曰泥根沒（熟水を泥根没（ニグンモル(니근몰)：煮えた水）という）」との表現が見られることから、スンニュンは高麗初期か中葉には存在したものと推測される。
朝鮮において、ご飯は伝統的に重い鋳鉄の釜を使って炊かれた。釜に仕掛けた米が炊き上がり、余分な水分がすべて蒸発すると、水分がなくなったために釜の底は220–250°Cまで上昇し、3–4分間で米の褐変が起こる。これがお焦げである。褐変したお焦げ部分ではデンプンが分解され、ブドウ糖と香ばしい香り成分が生じる（メイラード反応）。
日本では同じ方法でご飯を炊くが、スンニュンのようにお焦げからは飲み物を作らない。これは台所構造の差異からくるものと解される。朝鮮の台所構造は竈の焚口とオンドルが一体となっており、釜は固定式のため、釜を洗うのが一苦労である。従って、スンニュンを作るのは、釜に貼り付いて残っている米の無駄を防ぐだけでなく、スンニュンを作ること自体が釜の清掃にもなる、という面もあって発達したという訳である。ご飯が提供された後にスンニュンが作られ、通常、食後に提供された。
20世紀後半に洋白（銅と亜鉛とニッケルの合金）の釜と近代的な電気炊飯器が普及すると、スンニュンの消費に陰りが見られた。それらは通常、米を蒸らした後にお焦げの層を残さないからである。けれども、20世紀末にはスンニュンが再び人気を得始め、多くの電気炊飯器が今ではスンニュンを作る機能を持つようになっている。あらかじめ包装されたお焦げも商業的に出回っており、多くの時間を短縮して沸騰した水を加えるだけでスンニュンを作るのに使うことができる。